# Gemeindeverbindungsstraße

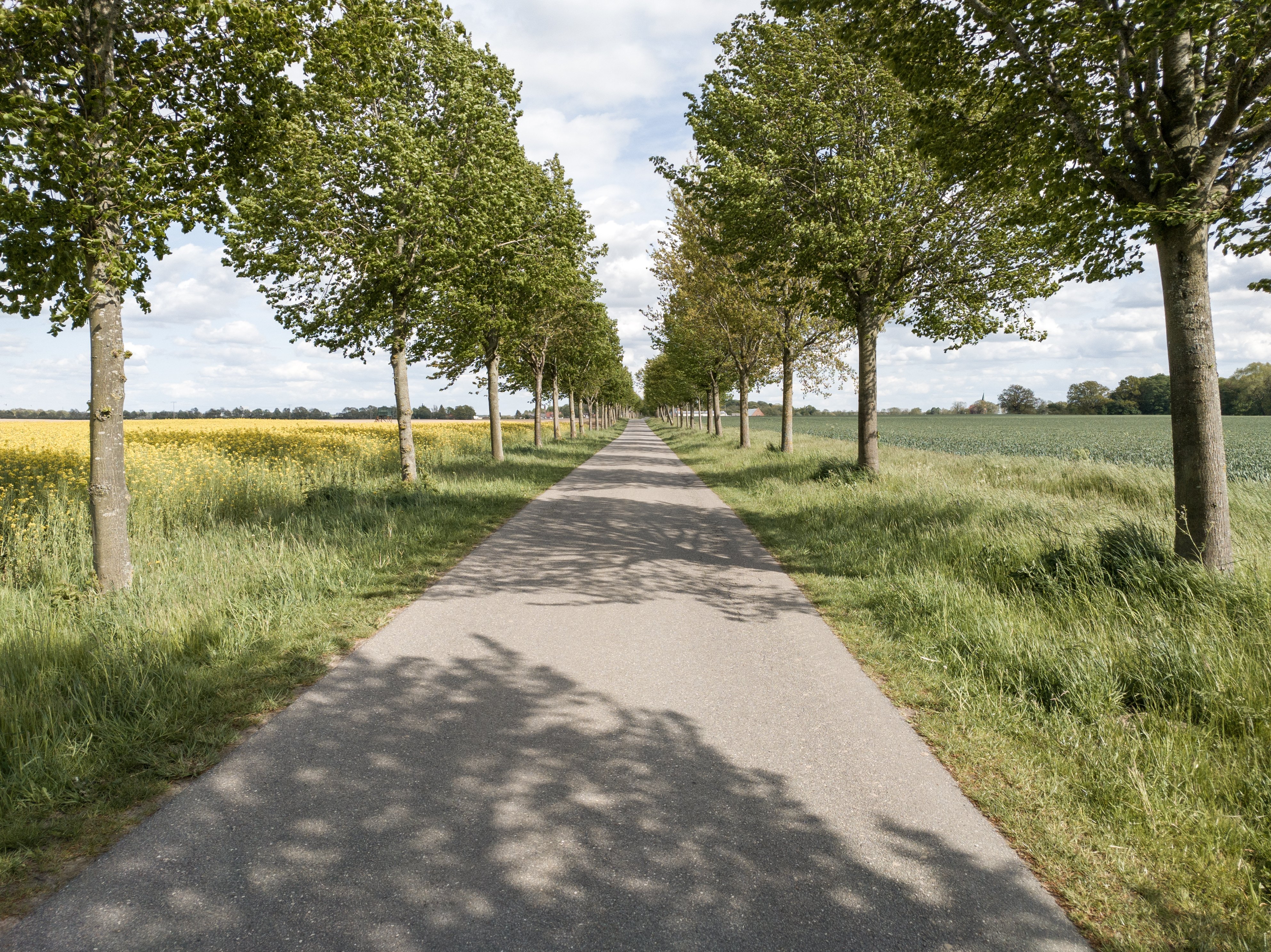
Einstreifige Gemeindeverbindungsstraße zwischen zwei Ortsteilen von Ahrenshagen-Daskow

In Deutschland ist die Gemeindeverbindungsstraße (GVS) eine Gemeindestraße, die sich außerhalb der geschlossenen Ortschaft befindet und in der Baulast der Gemeinde steht. Meist werden Gemeinden oder deren Ortsteile damit verbunden. In ihrer Verkehrsbedeutung stehen Gemeindeverbindungsstraßen zwischen Gemeindestraßen im engeren Sinne und Kreisstraßen.
Als förmliche straßenrechtliche Kategorie gemäß den jeweiligen Landes-Straßengesetzen existieren Gemeindeverbindungsstraßen jedoch nur in einigen Bundesländern, z. B. in Baden-Württemberg oder Bayern.

## Quelle
- Definition laut § 3 Absatz 2 Satz 1 Straßengesetz